# 타마야마 테츠지
타마야마 테츠지(일본어: 玉山 鉄二 다마야마 데쓰지[*], 1980년 4월 7일 ~ )는 일본의 배우이다.

## 내력
1999년 6월, 드라마 《나오미》로 배우 데뷔했다.

## 인물
- 아버지는 재일교포 출신이다[1].
- 중학 시절에는 육상부에 소속해 있었다. 교토 부립 니시죠요 고등학교 졸업.

## 수상
- 제40회 엘란도르상 신인상[2]

## 출연

### 드라마
- 나오미 Lesson9 (1999년 6월 9일, 후지 TV)
- 천국의 Kiss 제6·8회 (1999년 8월 16일·30일, TV 아사히)
- 아름다운 사람 제5장 (1999년 11월 12일, TBS)
- Summer Snow 제6 ~ 7회 (2000년 8월 11일 ~ 18일, TBS)
- 백수전대 가오레인저 (2001년 2월 ~ 2002년 2월, TV 아사히) - 오오가미 츠쿠마로/가오 실버 역
- 한밤중에는 또 다른 얼굴 (2002년 4월 ~ 5월, NHK) - 사사키 다카시 역
- 27시간 TV 스페셜 드라마 〈도쿄 이야기〉 (2002년 7월 6일, 후지 TV) - 히라야마 쇼지 역 (우정 출연)
- 장미의 십자가 (2002년 10월 ~ 12월, 후지 TV) - 카미야 쿄스케 역
- 메시지 (2003년 1월 ~ 3월, 요미우리 TV·닛폰 TV) - 후지에다 료 역
- 도쿄 러브 시네마 (2003년 4월 ~ 6월, 후지 TV) - 에이지 역
- 규중처녀! (2003년 10월 ~ 12월, 칸사이 TV·후지 TV) - 고이즈미 준페이 역
- 이혼 변호사 (2004년 4월 ~ 6월, 후지 TV) - 혼다 다이스케 역
- 농가의 며느리가 되고 싶어 (2004년 5월 ~ 6월, NHK) - 세이와 노조미 역
- 당신이 추억이 되기 전에 (2004년 7월 ~ 9월, 칸사이 TV·후지 TV) - 유키 가즈야 역
- 디비전 1 stage5 《2H》 (2004년 8월 2일 ~ 23일, 후지 TV) - 시카마 역
- 호시노 센이치 이야기~죽은 아내에게 전하는 말 (2005년 1월 2일, TBS) - 사사키 가즈히코 역 (우정 출연)
- 이혼 변호사 II~핸섬 우먼~ (2005년 4월 ~ 6월, 후지 TV) - 혼다 다이스케 역
- 히로시마 쇼와 20년 8월 6일 (2005년 8월 29일, TBS) - 오오하라 야스히데 역
- 줄곧 보고 싶었다 (2005년 9월 30일, 후지 TV) - 나루미 가쓰이치 역
- 브라더☆비트 (2005년 10월 ~ 12월, TBS) - 사쿠라이 다쓰야 역
- 누구보다도 엄마를 사랑해 (2006년 7월 ~ 9월, TBS) - 카몬 아키라 역
- 우리의 전쟁 (2006년 9월 17일, TBS) - 가모시타 유지 역
- 소에게 소원을 Love&Farm (2007년 7월 ~ 9월, 후지 TV) - 주연·다카시미즈 다카시 역
- 한밤중의 행진 (2007년 10월 27일, WOWOW) - 주연·요코야마 겐지 역
- 장미 없는 꽃집 (2008년 1월 ~ 3월, 후지 TV) - 가미야마 슌 역
- 와일드 라이프~국경 없는 수의사단 R.E.D.~ (2008년 3월 24일, NHK) - 료토 쓰카사 역
- NHK 히로시마 개국 80년 드라마 〈모자〉 (2008년 8월 2일, NHK) - 가와하라 고로 역
- 프리즈너 (2008년 11월 ~ 12월, WOWOW) - 주연·이자와 게이고 역
- 대하드라마 천지인 (2009년 1월 ~ 11월, NHK) - 우에스기 가게토라 역
- BOSS (2009년 4월 ~ 6월, 후지 TV) - 가타기리 다쿠마 역
- 요코야마 히데오 서스펜스 제3밤 〈자전〉 (2010년 3월 28일, WOWOW) - 다다노 마사유키 역
- 우리 집의 역사 (2010년 4월 9일 ~ 11일, 후지 TV) - 오우라 류고 역
- 솔직하지 못해서 (2010년 4월 ~ 6월, 후지 TV) - 이치하라 가오루 역
- 사요나라, 아루마 (2010년 12월 18일, NHK) - 아리카와 나오야 역
- 츄신구라~그 남자, 오오이시 구라노스케 (2010년 12월 25일, TV 아사히) - 아사노 나가노리 역
- BOSS 2nd 시즌 (2011년 4월 ~ 6월, 후지 TV) - 가타기리 다쿠마 역
- 행복해지자 제7화 (2011년 5월 30일, 후지 TV) - 가타기리 다쿠마 역 (BOSS와 콜라보)
- 조화의 꿀 (2011년 11월 ~ 12월, WOWOW) - 가와타 역
- 개구리 왕녀님 (2012년 4월 ~ 6월, 후지 TV) - 가즈키 역
- 능선의 저쪽으로~아버지와 아들의 일본 항공기 추락사고~ (2012년 10월 7일 ~ 14일, WOWOW) - 우에스기 히로키 역
- 대하드라마 야에의 벚꽃 (2013년 1월 ~ 12월, NHK) - 야마카와 히로시 역
- 어머니. 우리 아이에게 (2013년 3월 31일, MBS·TBS) - 가도마 다쿠미 역
- 여자 노부나가 (2013년 4월 5일 ~ 6일, 후지 TV) - 아자이 나가마사 역
- 24개의 눈동자 (2013년 8월 4일, TV 아사히) - 오오이시 사부로 역
- LINK (2013년 10월 ~ 11월, WOWOW) - 다카시마 쇼이치 역
- 연속 TV 소설 맛상 (2014년 9월 ~ 2015년 3월, NHK) - 주연·가메야마 마사하루 역
- 나라는 이름의 변주곡 (2015년 10월 2일, 후지 TV) - 오카베 역
- 오단 (2015년 11월 ~ 12월, WOWOW) - 주연·마키타 역
- 멋진 선TAXI 스페셜 (2016년 4월 5일, 칸사이 TV·후지 TV)
- 그리고, 아무도 없었다 (2016년 7월 ~ 9월, 닛폰 TV) - 오사나이 다모쓰 역
- 살색의 감독 무라니시 (넷플릭스)

### 영화
- 극장판 백수전대 가오레인저 불의 산, 울부짖다 (2001년, 도에이) - 오오가미 쓰쿠마로/가오실버(목소리) 역
- 사무라이 걸 21 (2001년) - 고스케 역
- 사랑을 노래하면♪ (2002년, 도에이) - 사토루 역
- ROCKERS (2003년, 가가) - 사쿠라이 역
- EIKO (2004년)
- CASSHERN (2004년, 쇼치쿠) - 세키구치 역
- 천국의 책방~연화 (2004년, 쇼치쿠) - 마치야마 겐타 역
- 연문일화 〈이카루스의 연인들〉 (2004년, 시네콰논) - 고이치 역
- 역경 나인 (2005년, 아스믹 에이스) - 주연·후쿠쓰 도시 역
- NANA (2005년, 토호) - 이치노세 다쿠미 역
- 절대 공포 Booth 부스 (2005년) - 통행인 역 (특별 출연)
- 절대 공포 Pray 프레이 (2006년) - 주연·미쓰루 역
- 카뮈 따윈 몰라 (2006년, 와코/구아파 구아포) - 니시우라 히로시 역 (우정 출연)
- 체케랏쵸!! (2006년, 토호) - 다라마 료타 역
- 편지 (2006년, 가가) - 다케시마 쓰요시 역
- NANA 2 (2006년, 도호) - 이치노세 다쿠미 역
- Presents~여벌쇠~ (2006년, 앳무비) - 주연·히로아키 역
- 프리지어 (2007년, 시네콰논) - 주연·히로시 역
- 은색 시즌 (2008년, 도호) - 고바토 유지 역
- 팀 바티스타의 영광 (2008년, 도호) - 사카이 도시키 역
- 가후를 기다리며 (2009년, 에이벡스 엔터테인먼트) - 주연·도모요세 아키오 역
- 제너럴 루주의 개선 (2009년, 도호) - 사카이 토시키 역
- GOEMON (2009년, 쇼치쿠/워너 브라더스 영화) - 마타하치 역
- 하게타카 (2009년, 도호) - 류이화 역
- 노르웨이의 숲 (2010년, 토호) - 나가사와 역
- 시사이드 모텔 (2010년, 아스믹 에이스) - 아이다 토시오 역
- 사형대의 엘리베이터 (2010년, 가도카와 영화) - 아카기 구니에 역
- 한큐 전차 편도 15분의 기적 (2011년, 도호) - 도야마 료타 역
- 별을 지키는 개 (2011년, 도호) - 오쿠쓰 교스케 역
- 막역 가족 (2012년, 도에이) - 가와사키 고스케 역
- 줄다리기! (2012년, 도호) - 구마다 기미오 역
- 양지의 그녀 (2013년, 도호/아스믹 에이스) - 신도 하루키 역
- 저지! (2014년, 쇼치쿠) - 다쓰야 역
- 루팡 3세 (2014년, 도호) - 지겐 다이스케 역
- 아인 (2017년, 도호) - 도사키 유 역
- 지겐 다이스케 (2023년, 아마존 프라임 비디오) - 지겐 다이스케 역